# Dirk Riesener
Dirk Riesener (* 1961) ist ein deutscher Historiker und Autor.

## Leben
Dirk Riesener studierte Geschichtswissenschaft und Germanistik an der Universität Hannover und promovierte 1995 mit einer Arbeit zur Polizeidirektion Hannover im Königreich Hannover.
Neben seinen Studien zur hannoverschen Polizeigeschichte veröffentlichte Riesener zur niedersächsischen Regional- und Kirchengeschichte.

## Schriften
- 400 Jahre Kirchenkreis Ronnenberg 1589–1989. Eine Dokumentation. Ronnenberg 1989.
- Das Amt Fallersleben. Regionalverwaltung des fürstlichen Staates vom 16. bis zum 19. Jahrhundert. Steinweg, Braunschweig 1991, ISBN 3-925151-50-8.
- Polizei und politische Kultur im 19. Jahrhundert. Die Polizeidirektion Hannover und die politische Öffentlichkeit im Königreich Hannover ( = Veröffentlichungen der Historischen Kommission für Niedersachsen und Bremen, Bd. 35 = ) ( = Quellen und Untersuchungen zur allgemeinen Geschichte Niedersachsens in der Neuzeit, Bd. 15 = ), Hahn, Hannover 1996, ISBN 3-7752-5841-8 (= Diss. Hannover 1996).
- Die Polizeidirektion Hannover. Gesellschaft, Industrie und Polizei vom Deutschen Reich bis zur Bundesrepublik Deutschland. Hahn, Hannover 2006, ISBN 3-7752-5926-0.
- Volksmission zwischen Volkskirche und Republik. 75 Jahre Haus Kirchlicher Dienste – früher Amt für Gemeindedienst – der Evangelisch-Lutherischen Landeskirche Hannovers. LVH, Hannover 2012, ISBN 978-3-7859-1080-1.